# 大垛镇
大垛镇位于江苏省兴化市辖区，“扬州八怪”之一郑板桥的故里。
镇域面积72.63平方公里，所辖23个行政村，2个居委会；总人口4.2万，其中农业人口3.79万；耕地面积5.6万亩，水面面积3万亩。